# آگولو
آگولو (به اسپانیایی: Agulo) یک شهرستان در اسپانیا با جمعیت ۱٬۲۰۰ نفر است که در جزایر قناری واقع شده‌است.